# Фахардо (Порторико)
Фахардо (шп. Fajardo) је општина у америчкој острвској територији Порторико, острвској држави Кариба.

## Демографија
По попису из 2010. године број становника је 36.993, што је 3.719 (-9,1%) становника мање него 2000. године.
| Група             | 2000.          | 2010.          |
| Белци             | 814 (2,0%)     | 445 (1,2%)     |
| Афроамериканци    | 4.921 (12,1%)  | 6.864 (18,6%)  |
| Азијати           | 194 (0,5%)     | 95 (0,3%)      |
| Хиспаноамериканци | 39.585 (97,2%) | 36.342 (98,2%) |
| Укупно            | 40.712         | 36.993         |